# وليام جيلبرت
وليام جيلبرت (بالإنجليزية: William Gilbert)‏‏ (24 مايو 1544 - 30 نوفمبر 1603) هو طبيب وفيزيائي وفيلسوف طبيعيات إنجليزي، وهو من أوائل الموالين لمبدأ كوبرنيكوس ورفض بقوة كل من الفلسفة الأرسطية السائدة وطريقة دراسة التدريس الجامعي. واشتهر بفضل كتابه المسمى دي ماجنتا De Magnete سنة 1600. وله الفضل باعتباره واحد من منشئي مصطلح الكهربائية، ويعتبره البعض أب الهندسة الكهربائية أو الكهرباء والمغناطيسية. بالإضافة إلى اسمه ويليام جيلبرت، سمي أيضاً وليام جيلبرد. واستخدم الاسم الثاني في سجلات بلدة كولشستر وفي سيرته الذاتية في كتابه دي ماجنتا. وسميت وحدة قوة محركة مغناطيسية والمعروف أيضا بالجهد مغناطيسي باسمه تكريما له.
-يُعرف وليام جيلبرت، عموماً، بأنه مكتشف الكهرباء، فقد كان مولعاً بالمغناطيس، واجرى اختبارات عدة تتعلق بالقوى المغناطيسية. وعندما كتب عنها في كتابه حول المغناطيس عام 1600م عالج موضوع القوى المغناطيسية، ويقال أن هذا الكتاب هو أول كتاب علمي إنجليزي ذو أهمية.

## بدايته وعمله
ولد جيلبرت في كولشيستر وكان والده جيروم جيلبرت يعمل مسجل للبلدة. درس الطب في كلية سانت جونز كمبريدج. بعد الحصول على الدكتوراة في الطب من جامعة كامبريدج في 1569، عمل كأمين صندوق في كلية سانت جون؛ ثم غادر لممارسة الطب في لندن. عام 1573 انتخب زميلاً في كلية الطب، وفي عام 1600 انتخب رئيساً للكلية. وقد عينته الملكة إليزابيث الأولى ثم جيمس الأول طبيباً خاصاً لهما من 1601 حتى وفاته سنة 1603.
وكان عمله العلمي الأساسي -وهو مستوحى بقوة من أعمال نورمان روبرت السابقة- هو دي ماجنت (باللاتينية: De Magnete, Magneticisque Corporibus, et de Magno Magnete Tellure) (المغناطيس والأجسام المغناطيسية ومغناطيسية الأرض الكبير) التي نشرها في 1600. ووصف في هذا العمل العديد من تجاربه مع نموذج للأرض أسماه terrella. وخلص من تلك التجارب إلى أن الأرض نفسها ممغنطة ولهذا السبب تشير البوصلات إلى الشمال (اعتقد البعض في السابق بأن سبب جذب البوصلة إلى جهة الشمال هو نجم القطب أو أن هناك جزيرة مغناطيسية كبيرة على القطب الشمالي تجذب البوصلة). وقد كان هو أول من قال بأن مركز الأرض يتكون من الحديد وأنه يعتبره من الخصائص المهمة ومرتبطة بالمغناطيس ويمكن قطعها وكل قطعة يمكن أن تشكّل مغناطيس له قطبين شمالي وجنوبي.
وكان السير توماس براون أول من استخدم الكلمة الإنكليزية كهرباء في سنة 1646، واستمدها من كلمة جيلبرت اللاتينية الجديدة electricus سنة 1600، وتعني «شبيه الكهرمان». وكان هذا المصطلح مستخدماً منذ القرن 13، لكن جيلبرت كان أول من استخدمه بمعنى «مثل الكهرمان في خصائصه الجذابة». اعترف أن الاحتكاك مع تلك الأجسام يزيل ما يسمى «زوائد غير مرئية»، والذي سيؤدي إلى تأثير جاذبية بالعودة إلى ذات الجسم، على الرغم من أنه لم يكن يدرك أن تلك (الشحنة الكهربائية) كانت موجودة على جميع المواد.
وقد درس جيلبرت أيضاً الكهرباء الساكنة باستخدام الكهرمان الذي يسمى باللغة الإغريقية elektron؛ لذا قرر جيلبرت تسمية هذا التأثير electric force أو قوة الكهرباء. واخترع أول جهاز قياس كهربائي وهو الكاشف الكهربي، على شكل إبرة متمحورة.
وكما هو حال الكثيرين في عصره، اعتقد جيلبرت بأن الكريستال (الكوارتز) هو شكل صلب من أشكال الماء، حيث يتكون من الثلج المضغوط.
قال جيلبرت أن الكهرباء والمغناطيسية ليسا شيئاً واحداً. ولإثبات ذلك فقد أشار (بشكل غير صحيح) إلى جذب الكهربائية يختفي عند الحرارة، بينما يظل الجذب المغناطيسي موجوداً، (على الرغم من أنه ثبت أن المغناطيسية تتضرر وتضعف مع الحرارة). وأظهر هانز أورستد وجيمس ماكسويل أن كلا التأثيرين يشيران إلى قوة واحدة هي الكهرومغناطيسية.
توفي جيلبرت في 30 نوفمبر 1603 في لندن. وكانت سبب الوفاة الطاعون الدبلي.

## وصلات خارجية
- وليام جيلبرت على موقع الموسوعة البريطانية (الإنجليزية)
- وليام جيلبرت على موقع إن إن دي بي (الإنجليزية)
- مؤلفات William Gilbert في مشروع غوتنبرغ